# Хольцман, Хелене
Хелене Хо́льцман (нем. Helene Holzman; 30 августа 1891, Йена, Саксен-Веймар-Эйзенах — 25 августа 1968, Гисен, Гессен) — немецкая художница и писатель, заключенная немецкого концлагеря в период Второй мировой войны, лауреат (посмертно) Премии Ганса и Софи Шолль.

## Биография
Родилась 30 августа 1891 года в городе Йена, в семье физика Зигфрида Чапски и его супруги Маргарет. Училась в школе живописи Эриха Куитана. После окончания школы работала учительницей и переводчиком, продавцом книг. В 1923 году, после свадьбы с продавцом книг Максом Хольцманом переехала в Каунас.
В 1937 году в ходе выставки «Дегенеративное искусство» была изъята и уничтожена одна из картин Хольцман — «Странники в раю». В 1941 году жертвами Холокоста стали её муж и старшая дочь, она помогала спасти детей попавших в Каунасское гетто. Во время Польского похода Красной армии избежала депортации в СССР. В 1965 году вернулась в Западную Германию. В 1968 году погибла в автокатастрофе под городом Гисен.

## Литературная деятельность
Во время Оккупации Литвы нацистской Германией (1941—1944) писала дневник. В 2000 году мемуары «Этот ребёнок будет жить» были опубликованы её дочерью и посмертно получили Премию Ганса и Софи Шолль.